# Sodade
Sodade is een Kaapverdisch langzaam coladeira-lied geschreven in de jaren 1950 door Armando Zeferino Soares.  De populairste uitvoering is die van Cesária Évora op haar album Miss Perfumado (1992). De naam is de Kaapverdisch-Creoolse variant van de Portugese term saudade. 
Het auteurschap van het lied werd aangevochten, met name door het duo Amândio Cabral en Luís Morais, totdat een rechtbank in december 2006 oordeelde dat Soares de auteur was.
Sodade beschrijft de nostalgie die Kaapverdische emigranten al eeuwenlang ervaren. Het lied herhaalt de vraag "Ken mostro-b es kaminhu longe?" ("Wie heeft je het verre pad getoond?"). Kaapverdianen migreren sinds 1800 vrijwillig van Kaapverdië naar alle continenten. De vroegst opgetekende migratie van Kaapverdianen was naar New England, omdat ze waren gerekruteerd als walvisjagers vanwege hun uitzonderlijke kwaliteiten als zeevaarders. Dit zette een verdere emigratie van Kaapverdianen in gang naar New England en bereidde tevens de weg voor toekomstige emigratiegolven. 
Het lied Sodade verwijst naar de migratie van een klein deel van de bevolking als contractarbeiders naar São Tomé, die plaatsvond tijdens het autoritaire bewind in Portugal en zijn voormalige koloniën door Antonio de Oliveira Salazar. 
Sodade is overigens slechts een van de vele liedjes die is geschreven over de Kaapverdische migratie. Het vertrek van vrienden en familie, bekend als despididas in het Portugees en Creools, werd vaak vergezeld door een muziekstijl die bekend staat als morna. Met een serenata of een serenade wordt afscheid genomen van geliefden en een nummer zoals Sodade past in deze traditie. De grote invloed die emigratie heeft op Kaapverdië vindt zijn weerslag in de cultuur en de muziek en zorgt voor melancholie en nostalgie in de liedteksten.